# Нерська
Не́рська (рос. Нерская) — річка в Московській області Російської Федерації, ліва притока Москви, починається з болота північно-східніше міста Куровське, тече по Мещерській низовині, загальний напрям на південний-захід. У річку Москву впадає за 10 км вище Воскресенська біля села Маришкіно Воскресенського району. Течія слабка. Довжина річки 92 км.

## Опис річки
Нижче гирла Гуслиці — притоки Нерської вона стає ширшою, ліс на берегах зустрічається рідше, хвойні ліси змінюються дібровами, а потім дрібноліссям. На річці зустрічаються штучні перепони. Ближче до гирла Нерська тече по плоскій безлісій долині, русло виправлено каналами.
Вода в річці має коричневий колір, оскільки тече через торф'яники, може бути забруднена.

## Гідрологія
Повна довжина річки 92 км, площа басейну 1519 км², середній ухил 0,185 м/км. Русло слабозвивесте, переважають глибини 0,6-1,7 м. У верхів'ях типова маленька лісова річка з зарослими кущами берегами, іноді болотяними. Також тут не широка і не глибока — близько метра (в каналах до 2 метрів).
У річку впадають численні притоки: Понор, Вольна, Гуслиця, Сеченка, Натинка, протікає через кілька озер та штучних водойм. Найбільші біля села Тереньково, у місті Куровське, між Куровським та Анциферово. Зона водозбору у середній і нижній течії багата на невеликі озера, у тому числі Давидовські озера.

## Назва
Назва річки зустрічається у джерелах з 12 століття, спочатку називалась Мерьская, Мерская, Меркая, Мерская, з кінця 17-го століття вживається сучасна назва Нерская.
Залишається не зрозумілим, яка з назв є первинною, а яка вторинною. Варіант Мерская пов'язують з етнонімом меря — назвою племені, що населяло її береги на початку II тисячоліття нашої ери. Варіант Нерская пояснюється з балтійських мов: як утворення з поширеної гідронімічної основи *ner-/*nar-, представленої також у назві річки Нара й озера Нерське, а форма Мерская розуміється як пізніше переосмислення гідроніма й зближення його з назвою племені, яке ще в ХІІ ст. окремими осередками проживало на цій річці.